# 黄花蝴蝶草
黄花蝴蝶草（学名：Torenia flava），又名母丁香，为玄参科蝴蝶草属下的一个种。主要分布於中國南方、臺灣、印尼、印度與馬來西亞。

## 型態
黃花蝴蝶草為一年生草本植物，莖直立或稍微傾斜。植株無毛，葉對生、型態為卵形至三角卵形，長約2-5公分。萼片5稜，花冠筒長5-10毫米，唇形花冠為黃色，花朵喉部具有紫色斑點，為臺灣原生蝴蝶草屬植物中唯一帶有黃色花瓣性狀的物種，也是花朵最小者，花徑僅10至12毫米，自然花期為6-11月。

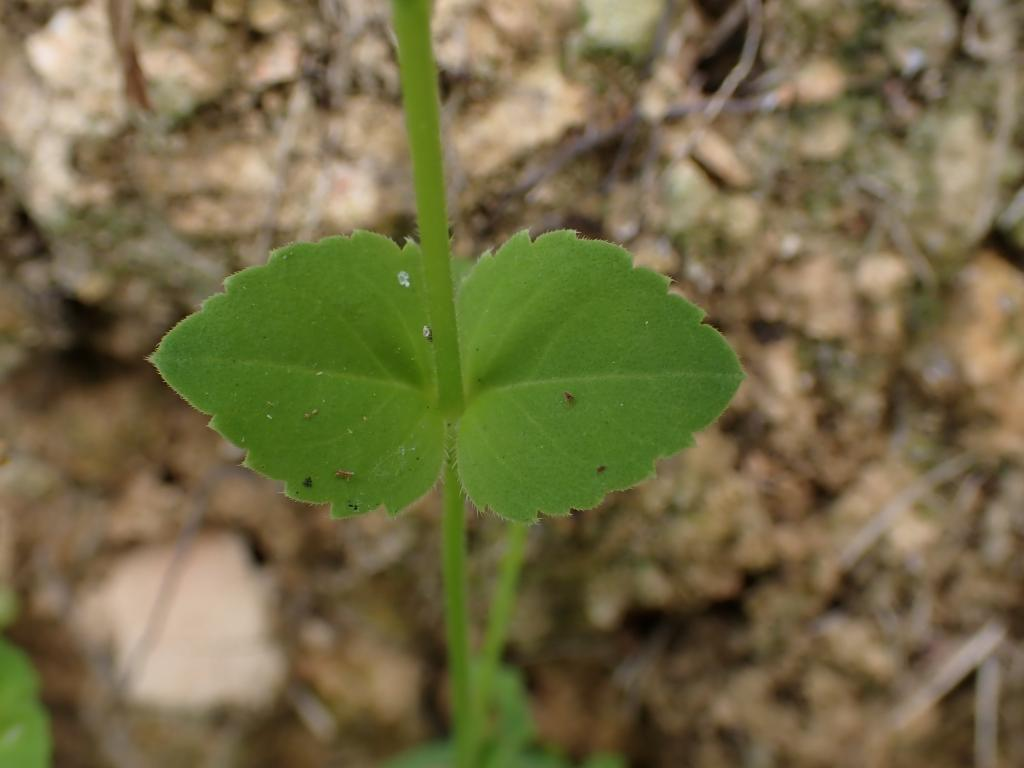
黃花蝴蝶草之對生、卵形葉

## 扩展阅读
- 維基物種上的相關：黄花蝴蝶草

1. 1 2  林庭安.  (Master论文). 國立臺灣大學生物資源暨農學院園藝暨景觀學系: 5. 2016. doi:10.6342/NTU/201601883 （中文（臺灣））.
2. 1 2  Tsung-Hsin Hsieh; Kuoh-Chieng Yang. . Taiwania. 2002, 47 (4): 281-289 （英语）.
3. ↑  楊遠波; 劉和義; 彭鏡毅; 施炳霖; 呂勝由. . 行政院農業委員會. 2013: 173. ISBN 9570253479 （中文（臺灣））.
4. ↑  George, Bentham. . Scrophularineae Indicae. 1835-11-17: 38 （英语）.